# Medalha de Ouro Mendeleiev

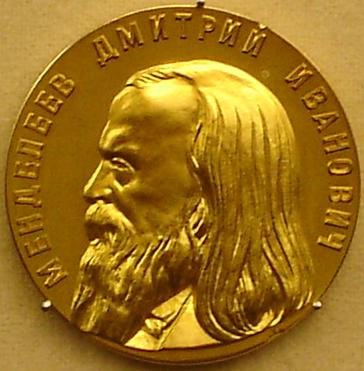
Medalha de Ouro Mendeleiev

A Medalha de Ouro Mendeleiev (em russo:  Золотая медаль имени Д.И. Менделеева) é denominada em memória do químico russo Dmitri Mendeleiev. De 1965 a 1993 foi concedida pela então Academia de Ciências da União Soviética a cada dois anos por trabalho de destaque nas área da química e engenharia química. Desde 1993 é concedida a cada cinco anos.

## Recipientes
- 1965 Alexander Kirsanov
- 1967 Semyon Volfkovich
- 1969 Nikolai Schavoronkov
- 1971 Sabir Yunusov
- 1973 Ivan Tananaiev
- 1975 Vitali Goldanski
- 1977 Alexander Nesmeyanov
- 1979 Iuri Delimarski
- 1981 Grigori Deviatych
- 1983 Viktor Spizyn
- 1985 Abid Sadykov
- 1987 Georgy Flyorov
- 1989 Alexander Fokin
- 1991 Viktor Kafarov
- 1993 Yuri Zolotov
- 1998 Oleg Nefedov
- 2003 Alexander Konovalov
- 2008 Anatoly Rusanov
- 2013 Ilya Moiseev
- 2018 Aslan Zivadse